# Nanci Bowen
Nanci Bowen, född 31 mars 1967 i Tifton i Georgia, är en professionell amerikansk golfspelare.
Bowen studerade vid University of Georgia och blev professionell efter sin examen. Som amatör kvalificerade hon sig till fem US Womens Open. 1987 gick hon till semifinal i U.S. Women's Amateur och 1988 vann hon Trans-National Championship.
Hon blev medlem på den amerikanska LPGA-touren 1991 där hennes enda seger fram till november 2005 var i majortävlingen Nabisco Dinah Shore 1995.
| Majorsegrare genom tiderna                                                                                   |              |             |               |               |
| 100 olika spelare har vunnit i damernas majortävlingar. Nanci Bowen var den 73:e spelaren som vann en major. |              |             |               |               |
| 1:a | 72:a         | 73:e        | 74:e          | 100:e         |
| Mrs. Lee Mida                                                                                                | Martha Nause | Nanci Bowen | Kelly Robbins | Paula Creamer |
| Lista över golfens majorsegrare                                                                              |              |             |               |               |